# فرانسیس هدویر
فرانسیس هدویر (انگلیسی: Francis Hédoire؛ زادهٔ ۱ دسامبر ۱۹۵۵) بازیکن فوتبال اهل فرانسه است.
از باشگاه‌هایی که در آن بازی کرده‌است می‌توان به باشگاه فوتبال پاری سن ژرمن و باشگاه فوتبال لانس اشاره کرد.